# 299 (số)
299 (hai trăm chín mươi chín) là một số tự nhiên ngay sau 298 và ngay trước 300.